# Мангуби, Моисей Семёнович
Моисе́й Семёнович (Си́мович) Мангу́би (фр. Moïse de Mangoubi; 1859, Одесса — 1922) — русский инженер путей сообщения, действительный статский советник (1913), потомственный почётный гражданин.

## Биография
Родился в 1859 году в Одессе в караимской семье.
В 1881 году окончил Одесское реальное училище. С 1881 по 1885 год обучался в Национальной школе мостов и дорог в Париже, которую окончил со званием «ingenieur ancien élève». Возвратившись в Россию, с 1886 по 1887 год служил в лейб-гвардии в сапёрном батальоне. Затем, в 1889—1892 годах, работал помощником ревизора в железнодорожном отделе Государственного контроля. В 1892 году по приглашению директора Петербурго-Варшавской железной дороги В. С. Сумарокова перешёл на службу в Министерство путей сообщения старшим помощником делопроизводителя Управления железных дорог. В 1893 году стал действительным членом центрального отделения Императорского Русского технического общества. В 1897 году с разрешения министра путей сообщения был допущен к занятиям на пятом курсе Института инженеров путей сообщения Императора Александра I, который окончил со званием инженера путей сообщения по первому разряду. В 1916 году избран заместителем заведующего международных сообщений Министерства путей сообщения.
В 1900 году был одним из делегатов на Всемирной выставке в Париже в качестве младшего помощника заведующего шестой группы (железнодорожное и инженерное дело, искусственные сооружения, торговое судостроение и воздухоплавание). Также был делегирован российским правительством и на Всемирную выставку в Брюсселе.
За свои заслуги был награждён рядом отечественных и иностранных орденов. Принимал участие и в общественных делах караимов, среди которых пользовался уважением. 8 августа 1912 года был делегатом от караимов Санкт-Петербурга на выборах таврического и одесского гахама в Евпатории. В 1913 году вошёл в состав караимской депутации, которая участвовала в торжественных мероприятиях в Санкт-Петербурге, посвящённых празднованию 300-летия царствования Дома Романовых.
Умер в 1922 году.

## Семья
Жена — Вера Артемьевна Мангуби (1871—?), урождённая Кизерицкая, в 1-м браке Изенберг.
- Дочь — Людмила Моисеевна Мангуби (26 февраля 1916,  Петроград — ?), крещена в церкви Св. апостола Матфея на Петроградской стороне при восприемниках: д. с. с. Сергее Балтазаровиче Скадовском и дочери потомственного почётного гражданина Татьяне Константиновне Изенберг[8][9][10][11].

## Адреса в Санкт-Петербурге
- 1896 — Невский пр., д. 20[12]
- 1913 — Большая Монетная ул., д. 21[13].

## Награды

### Российские
- Орден Святой Анны 2-й степени (1909);
- Орден Святого Владимира 4-й ст. (1914)[14];
- Медаль «В память царствования императора Александра III»;
- Медаль «В память коронации Императора Николая II» ;
- Медаль «В память 200-летия Полтавской битвы»;
- Медаль «В память 300-летия царствования дома Романовых».

### Иностранные
- французский Орден Почётного легиона 5-ст. (1901);
- бухарский Орден Благородной Бухары 3-й ст. (1909);
- итальянский Орден Короны Италии 3-й ст. (1909);
- персидский Орден Льва и Солнца 3-й ст. (1909);
- черногорский Орден Князя Даниила I 3-й ст. (1909);
- прусский Орден Короны 3-й ст. (1910)[15].